# Hymenodictyon
Hymenodictyon es un género de plantas con flores del orden de las Gentianales de la familia de las Rubiaceae. Es originario de Asia.

## Especies más conocidas
- Hymenodictyon orixense
- Hymenodictyon timoranum